# Міхаель Дюрш
Міхаель Дюрш (нім. Michael Dürsch, 28 березня 1957) — німецький академічний веслувальник.
Олімпійський чемпіон 1984 року в складі парної четвірки.